# Odontopera pallida
Odontopera pallida là một loài bướm đêm trong họ Geometridae.